# Josef Minařík
Josef Minařík (* 1. listopadu 1947) je bývalý československý motocyklový závodník, reprezentant v ploché dráze.

## Závodní kariéra
V Mistrovství světa jednotlivců skončil nejlépe v roce 1976 na 9. místě v kontinentálním polofinále. V Mistrovství světa družstev startoval v letech 1975-1977, nejlépe skončil v roce 1976 na 3. místě v kontinentálním finále. V Mistrovství Československa jednotlivců skončil v roce 1975 na 6. místě, v roce 1976 na 4. místě, v roce 1977 na 8. místě, v roce 1978 na 13. místě, v roce 1979 na 12. místě a v roce 1980 na 10. místě. V Mistrovství Československa dvojic skončil v roce 1979 na 5. místě. V Mistrovství Československa na dlouhé ploché dráze skončil v roce 1980 na 15. místě. Začínal v Liberci, závodil za AMK Bateria Slaný.